# Popis Sega arkadnih strojeva
Sljedi popis arkadnih strojeva i arkadnih matičnih ploča koje je proizvodila japanska tvrtka Sega

## Sega G80
Sega G80 ime je za matičnu ploču za arkadne strojeve koje je na tržište izašla 1981. godine. G80 se koristila za igre s rasterskom i vektorskom grafikom.

### Tehnička svojstva
- Glavni mikroprocesor: Zilog Z80
- Zvukovni mikroprocesor: 8035
- Grafička razlučljivost:
- Broj boja: 256 (8-bitni)

### Popis igara napravljenih s pločom G80
- Battle Star
- Eliminator
- Eliminator 4 Player
- Space Fury
- Star Trek
- Tac/Scan
- Zektor

## Sega System 1

### Tehnička svojstva
- Glavni mikroprocesor:
- Zvukovni mikroprocesor:
- Grafička razlučljivost:
- Broj boja:

## Sega System 2

### Tehnička svojstva
- Glavni mikroprocesor:
- Zvukovni mikroprocesor:
- Grafička razlučljivost:
- Broj boja:

## Sega System E

### Tehnička svojstva
- Glavni mikroprocesor:
- Zvukovni mikroprocesor:
- Grafička razlučljivost:
- Broj boja:

## Sega System 16

### Tehnička svojstva
- Glavni mikroprocesor:
- Zvukovni mikroprocesor:
- Grafička razlučljivost:
- Broj boja:

## Sega X Board

### Tehnička svojstva
- Glavni mikroprocesor:
- Zvukovni mikroprocesor:
- Grafička razlučljivost:
- Broj boja:

## Sega Y Board

### Tehnička svojstva
- Glavni mikroprocesor:
- Zvukovni mikroprocesor:
- Grafička razlučljivost:
- Broj boja:

## Sega System 18

### Tehnička svojstva
- Glavni mikroprocesor:
- Zvukovni mikroprocesor:
- Grafička razlučljivost:
- Broj boja:

## Sega System 24

### Tehnička svojstva
- Glavni mikroprocesor:
- Zvukovni mikroprocesor:
- Grafička razlučljivost:
- Broj boja:

## Sega Mega-Tech

### Tehnička svojstva
- Glavni mikroprocesor:
- Zvukovni mikroprocesor:
- Grafička razlučljivost:
- Broj boja:

## Sega Mega-Play

### Tehnička svojstva
- Glavni mikroprocesor:
- Zvukovni mikroprocesor:
- Grafička razlučljivost:
- Broj boja:

## Sega System C-2

### Tehnička svojstva
- Glavni mikroprocesor:
- Zvukovni mikroprocesor:
- Grafička razlučljivost:
- Broj boja:

## Sega System 32

### Tehnička svojstva
- Glavni mikroprocesor:
- Zvukovni mikroprocesor:
- Grafička razlučljivost:
- Broj boja:

## Sega Model 1

### Tehnička svojstva
- Glavni mikroprocesor:
- Zvukovni mikroprocesor:
- Grafička razlučljivost:
- Broj boja:

## Sega Model 2

### Tehnička svojstva
- Glavni mikroprocesor:
- Zvukovni mikroprocesor:
- Grafička razlučljivost:
- Broj boja:

## Sega Titan Video

### Tehnička svojstva
- Glavni mikroprocesor:
- Zvukovni mikroprocesor:
- Grafička razlučljivost:
- Broj boja:

## Sega Model 3

### Tehnička svojstva
- Glavni mikroprocesor:
- Zvukovni mikroprocesor:
- Grafička razlučljivost:
- Broj boja:

## Sega NAOMI

### Tehnička svojstva
- Glavni mikroprocesor:
- Zvukovni mikroprocesor:
- Grafička razlučljivost:
- Broj boja:

## Sega NAOMI 2

### Tehnička svojstva
- Glavni mikroprocesor:
- Zvukovni mikroprocesor:
- Grafička razlučljivost:
- Broj boja:

## Sega HIKARU

### Tehnička svojstva
- Glavni mikroprocesor:
- Zvukovni mikroprocesor:
- Grafička razlučljivost:
- Broj boja:

## Sega Chihiro

### Tehnička svojstva
- Glavni mikroprocesor:
- Zvukovni mikroprocesor:
- Grafička razlučljivost:
- Broj boja:

## Triforce

### Tehnička svojstva
- Glavni mikroprocesor:
- Zvukovni mikroprocesor:
- Grafička razlučljivost:
- Broj boja:

## Sega Lindbergh

### Tehnička svojstva
- Glavni mikroprocesor:
- Zvukovni mikroprocesor:
- Grafička razlučljivost:
- Broj boja:

## Sega Europa-R

### Tehnička svojstva
- Glavni mikroprocesor:
- Zvukovni mikroprocesor:
- Grafička razlučljivost:
- Broj boja:

## Sega RingEdge

### Tehnička svojstva
- Glavni mikroprocesor:
- Zvukovni mikroprocesor:
- Grafička razlučljivost:
- Broj boja:

## Sega RingWide

### Tehnička svojstva
- Glavni mikroprocesor:
- Zvukovni mikroprocesor:
- Grafička razlučljivost:
- Broj boja: